# Grandisonia
Grandisonia és un gènere d'amfibis gimnofions de la família Caeciliidae que conté les següents espècies.

## Taxonomia
- Grandisonia alternans (Stejneger, 1893)
- Grandisonia brevis (Boulenger, 1911)
- Grandisonia diminutiva Taylor, 1968
- Grandisonia larvata (Ahl, 1934)
- Grandisonia sechellensis (Boulenger, 1911)